# カルド・マクシムス

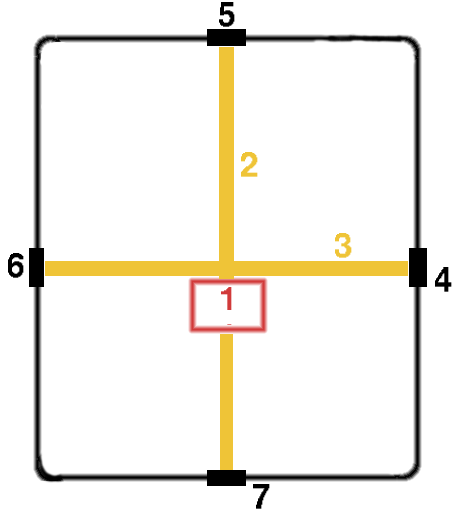
1:フォルム, 2:カルド・マクシムス, 3:デクマヌス・マクシムス (※ 図の上を北とする)

カルド・マクシムス（ラテン語: Cardo Maximus）は、古代ローマの都市の中心部を南北に貫く基幹道路のことを指す。「カルド」は、「カルドー」とも表記する。
都市の中心付近で、東西方向の基幹道路であるデクマヌス・マクシムスと交差しており、フォルム（公共広場）がその付近に造られることが多かった。
また、南北の通りのことを単にカルドとも呼んでいた。